# La Montre du doyen
 (août 2022).
Si vous disposez d'ouvrages ou d'articles de référence ou si vous connaissez des sites web de qualité traitant du thème abordé ici, merci de compléter l'article en donnant les références utiles à sa vérifiabilité et en les liant à la section « Notes et références ».
La Montre du doyen est une nouvelle d'Erckmann-Chatrian parue en 1859.

## Résumé
L'histoire se déroule la veille de Noël 1832. Elle met en scène Wilfrid qui joue de la contrebasse  et Kasper qui est violoniste. 
Ils choisissent une chambre dans une auberge dans le village allemand d'Heidelberg. Une vague d'assassinats se produit en ce moment à Heidelberg et le meurtrier (qui a des expressions sur son visage, qui font penser à un lion et un chat) s'introduit avec un couteau dans l'appartement des deux amis musiciens. Il ne semble pas les apercevoir et il s'assoit. 
Ensuite il sort une montre à double cadran qu'il oublie sur la table à salon de Kasper et Wilfrid avant de sortir de l'appartement par la lucarne du grenier. Le lendemain, Kasper a l'intention d'apporter la montre à la police avec son ami Wilfrid (qui, n'est pas du même avis que Kasper). 
Dans l'auberge du pied de mouton où Kasper et Wilfrid sont hébergés, un contrôle de la police a lieu et la montre du Doyen Daniel Van den Berg est retrouvée sur le poignet de Wilfrid. Immédiatement une bagarre éclate entre les forces de l'ordre et les deux amis musiciens, mais, par chance, kasper arriva à en échapper et se réfugie dans le cellier de l'auberge du Pied du mouton où son amie (Annette) le dissimule au dernier moment. Dans la soirée, la patronne de l'auberge et mère d'Annette, la mère Grédel, entre dans la cave pour fermer le robinet entrouvert de la cuve à vin malencontreusement laissé ouvert par Annette. 
Elle aperçoit les pieds de Kasper et commence à hurler au meurtrier. Elle s'évanouit dans les escaliers et Kasper a le temps de fuir… pour mieux revenir dans l'auberge, ignoré de tous (la bougie de dame Grédel s'était éteinte avant qu'elle eût le temps de voir les traits de Kasper). Les forces de l'ordre présentent la montre à dame Grédel, elle ne la reconnaît pas, alors Kasper intervient et dit qu'elle est à l'assassin. Il raconte ensuite son périple, qu'il a rencontré l'homme roux en arrivant, qu'il est entré par effraction dans leur chambre, que Wilfrid a voulu ramener la montre à la police et qu'il y a eu un malentendu...  
Les agents de police le croient, Kasper leur promet donc que l'homme va revenir ce soir, et qu'ils pourront l'attraper. Vers 4h du matin , le brigand arrive et il est arrêté.